# Francesc Bernic
Francesc Bernic (Collbató, c. 1680 – Barcelona, 1719?) fou coronel de l'exèrcit francès del Duc de Berwick, cap d'un regiment d'arquebusiers de nova lleva, el mateix any de la seva mort, format al Rosselló.
Nascut al peu de Montserrat cap al 1680, se sap que va participar ja com a coronel a la Guerra de Successió (1705-1714) amb les tropes austriacistes. Després de la victòria de Felip V, es va refugiar al Rosselló. El 1718 França es va integrar en un exèrcit per envair el nord d'Espanya a les ordres del Duc de Berwick. Aquest general anglès al servei de França va formar dotze batallons de milícies, anomenats arquebusiers, amb uns 9.000 homes i dotze coronels a les seves ordres, entre els quals es trobaven Joan Vilar, Francesc Torres de Torà, Francesc Coch de Rodonyà, Tomeu de Pollina, Francesc Baunet, Francesc Cila, Simó Moliner de Lladoney, el Coix de Gerri, Segimon Torres, l'anomenat Agustí Noi i Francesc Bernic.
L'estiu de 1719, durant la Guerra de la Quàdruple Aliança, Francesc Bernic va entrar a la Catalunya ocupada pels filipistes amb el batalló que comandava, integrat en un exèrcit format per uns 500 homes a cavall i alguns milers a peu, va dominar la Garrotxa i el Bages i va baixar Llobregat avall. L'ofensiva va ser acollida per la població amb una barreja d'esperança per la rebel·lió contra el poder borbònic i de temor per les accions incontrolades dels soldats. A Castellbell el marquès Josep d'Amat va volar el castell perquè els homes d'en Bernic no el prenguessin i s'hi fessin forts. A Sant Boi va fer fora la guarnició borbònica el 18 d'agost i pocs dies després va ocupar i saquejar Vilafranca, però no va rebre el socors esperat dels soldats del seu company Pere Joan Barceló (Carrasclet), que es trobava a Bellaguarda. Tot seguit es va replegar a les muntanyes entre el Penedès i l'Anoia, prop de Mediona, on el va encerclar el coronel borbònic Josep Anton Martí. Bernic fou capturat a la Llacuna, juntament amb els oficials francesos i uns 175 soldats pel regiment de dragons d'Isidre Pou de Jafre i conduït a la presó de la Ciutadella. El seu nom s'ha popularitzat com el del primer pres polític que va ocupar la nova presó borbònica de Barcelona, i se suposa que devia ser executat allí mateix al cap de poc temps.